# Tricyphona aperta
Tricyphona (Tricyphona) aperta là một loài ruồi trong họ Pediciidae. Chúng phân bố ở vùng sinh thái Nearctic.